# Hrabia Stockton

## Informacje ogólne
- Tytuł hrabiego Stockton został utworzony 10 lutego 1984 r. dla byłego premiera Wielkiej Brytanii Harolda Macmillana
- Dodatkowym tytułem hrabiego Stockton i jednocześnie tytułem jego najstarszego syna jest wicehrabia Macmillan of Ovenden
- Tytuł hrabiego Stockton jest ostatnim jak do tej pory dziedzicznym tytułem parowskim nadanym komuś nienależącemu do rodziny królewskiej

Hrabiowie Stockton 1. kreacji (parostwo Zjednoczonego Królestwa)
- 1984–1986: Maurice Harold Macmillan, 1. hrabia Stockton
- 1986 -: Alexander Daniel Alan Macmillan, 2. hrabia Stockton

Następca 2. hrabiego Stockton: Daniel Maurice Alan Macmillan, wicehrabia Macmillan of Ovenden